# Palácio Leuchtenberg

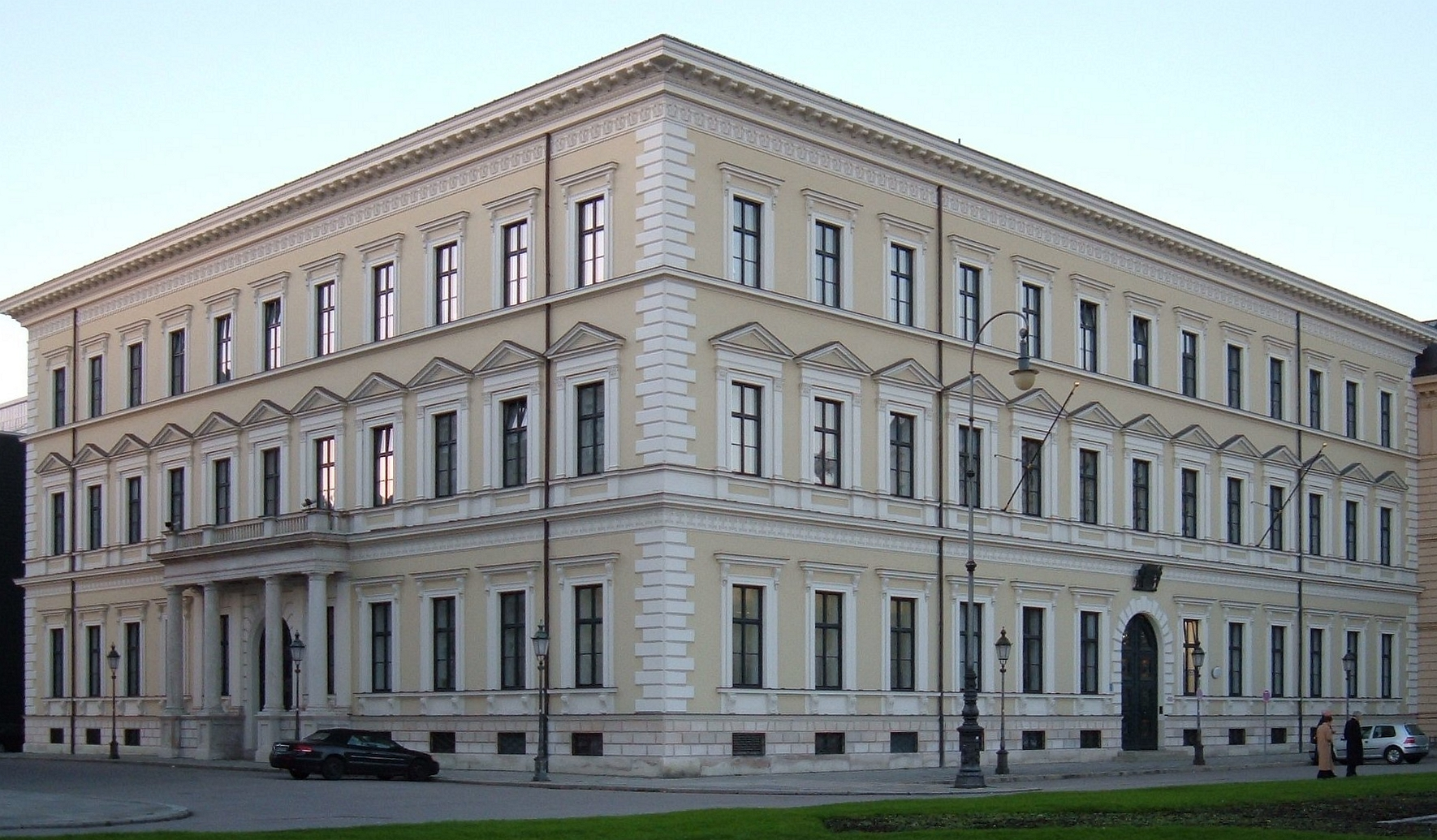
Vista geral da fachada do Palácio Leuchtenberg.

O Palácio Leuchtenberg (em alemão: Palais Leuchtenberg) é um grande palácio localizado em Munique, Alemanha. Atualmente aloja o Ministério das Finanças da Baviera. O palácio ergue-se no n.º 4 da Odeonsplatz, no lado oeste daquela praça.
Foi construído e projetado pelo arquiteto Franz Leo von Klenze, sob ordens de Eugênio de Beauharnais.

## História
Eugênio de Beauharnais, enteado de Napoleão Bonaparte e, também, cunhado do futuro rei Luís I da Baviera, encarregou Franz Leo von Klenze com a construção de um "palácio de cidade suburbano ("vorstädtischen Stadtpalastes").
O palácio nobre foi construído por Leo von Klenze, entre 1817 e 1821, com cerca de 250 compartimentos e várias dependências de serviço, como o primeiro edifício da Ludwigstraße. Leo von Klenze pensou o Palácio Leuchtenberg como referência para o desenho desta avenida. Decidiu-se pelo estilo neo-renascentista, usando como modelo o Palácio Farnésio em Roma. Já durante a fase de construção, Klenze visitou a capital francesa para estudar e integrar no Palácio Leuchtenberg a latrina móvel livre de odores que, até então, apenas lá tinha sido desenvolvida. Estas "fosses inodores et mobiles" foram logo padronizadas em quase todos os novos edifícios de Munique.
Após a morte da viúva de Beauharnais, Augusta da Baviera, no ano de 1851, o palácio foi vendido ao Príncipe Leopoldo, mais tarde príncipe regente da Baviera.
Até ao início de 1933, o Palácio Leuchtenberg foi usado para fins representativos da Casa Real Bávara, ou seja, a Casa de Wittelsbach. No decorrer da Segunda Guerra Mundial, o palácio foi duramente atingido por ataques aéreos nos anos de 1943 e 1945. Em 1957, o Estado Livre da Baviera adquiriu as ruínas. Entre 1963 e 1967, depois de uma demolição total do seu interior, surgiu um novo edifício, segundo planos de Hans Heid e Franz Simm, para o Ministério das Finanças do Estado da Baviera, com uma estrutura de betão armado ocultada por uma camada de tijolos e uma fachada reconstruída. A planta não seguiu os planos originais de Leo von Klenze. Somente a fachada foi fielmente reconstruída, encontrando-se também as salas de representação do Ministérioo das Finanças e o gabinete do Ministro de Estado das Finanças no Beletage (piso nobre), o primeiro piso acima da base. Do mesmo modo, conserva pouco dos magníficos equipamentos; estas poucas peças estão actualmente no Palácio Nymphenburg. Apenas recebeu uma cópia do Alexanderfries ("Friso de Alexandre"), de Bertel Thorvaldsen, que hoje se encontra no foyer do novo Salão de Hércules (Herkulessaal) da Residência de Munique.

## Literatura
- Klaus Gallas (1979). München. Von der welfischen Gründung Heinrichs des Löwen bis zur Gegenwart: Kunst, Kultur, Geschichte. Colónia, 1979: DuMont. ISBN 3-7701-1094-3. DuMont-Dokumente: DuMont-Kunst-Reiseführer
- Joseph von Hazzi: Ueber den Dünger, zugleich aber auch über das Anwesen dabey in Deutschland, besonders in ... München und ganz Baiern, Munique, 1821